# Majdan (gromada w powiecie kolbuszowskim)
Majdan (od 31 XII 1961 Majdan Królewski) – dawna gromada, czyli najmniejsza jednostka podziału terytorialnego Polskiej Rzeczypospolitej Ludowej w latach 1954–1972.
Gromady, z gromadzkimi radami narodowymi (GRN) jako organami władzy najniższego stopnia na wsi, funkcjonowały od reformy reorganizującej administrację wiejską przeprowadzonej jesienią 1954 do momentu ich zniesienia z dniem 1 stycznia 1973, tym samym wypierając organizację gminną w latach 1954–1972.
Gromadę Majdan z siedzibą GRN w Majdanie (w obecnym brzmieniu Majdan Królewski) utworzono – jako jedną z 8759 gromad na obszarze Polski – w powiecie kolbuszowskim w woj. rzeszowskim na mocy uchwały nr 23/54 WRN w Rzeszowie z dnia 5 października 1954. W skład jednostki weszły obszary dotychczasowych gromad Majdan (bez przysiółka Janówka), Huta Komorowska, Brzostowa Góra (bez przysiółka Rosochy) i Komorów oraz przysiółek "Zalas" z dotychczasowej gromady Wola Rusinowska ze zniesionej gminy Majdan w tymże powiecie. Dla gromady ustalono 27 członków gromadzkiej rady narodowej.
31 grudnia 1961 do gromady Majdan włączono wieś Wola Rusinowska ze zniesionej gromady Wola Rusinowska w tymże powiecie; po czym nazwę gromady Majdan zmieniono na gromada Majdan Królewski, zgodnie z urzędową nazwą wsi Majdan Królewski, ustaloną zarządzeniem Ministra Spraw Wewnętrzynch z 17 czerwca 1939.
Gromada przetrwała do końca 1972 roku, czyli do kolejnej reformy gminnej. 1 stycznia 1973 w powiecie kolbuszowskim reaktywowano gminę Majdan Królewski.